# جان گنون (بازیکن فوتبال)
جان گنون (انگلیسی: John Gannon؛ زادهٔ ۱۸ دسامبر ۱۹۶۶) بازیکن فوتبال اهل بریتانیا است.
از باشگاه‌هایی که در آن بازی کرده‌است می‌توان به باشگاه فوتبال اولدهام اتلتیک، باشگاه فوتبال کرو آلکساندرا، باشگاه فوتبال شفیلد یونایتد، باشگاه فوتبال ویمبلدون، و باشگاه فوتبال میدلزبرو اشاره کرد.